# WordSmith
WordSmith Tools, kurz: WordSmith (engl.: ‚Wortschöpfer‘, hier zu verstehen im Sinne eines handwerklichen Umgehens mit Wörtern) ist ein kostenpflichtiges Softwarepaket in erster Linie für Sprachwissenschaftler, im Speziellen für Arbeiten aus dem Bereich der Korpuslinguistik. Das Programm umfasst mehrere Module für die Handhabung und Analyse von Texten und ist in vielen verschiedenen Sprachen einsetzbar.

## Entwicklung und Erwerb
Das Programmpaket wurde von dem britischen Linguisten Mike Scott an der Universität Liverpool entwickelt und in der Version 1.0 im Jahr 1996 veröffentlicht. Es basiert auf dem von Mike Scott und Tim Johns entwickelten und 1993 erstmals vorgestellten Konkordanz-Programm „MicroConcord“. Die Versionen 1.0  bis 4.0 von WordSmith wurden ausschließlich von der britischen Universität Oxford bzw. der dortigen Oxford University Press verkauft, Die Versionen ab 5.0 werden über Lexical Analysis Software Ltd. vertrieben. Das aktuelle Upgrade der Software kann unter dem Betriebssystem ab Windows XP bis Windows 10 auf einem Einzelrechner oder über ein Netzwerk genutzt werden. Unter bestimmten Voraussetzungen (Emulation) läuft die Software auch unter einem Apple-Betriebssystem und mit Linux. Das Einrichten der Software auf dem Rechner erfolgt höchst einfach und ohne Installationsprogramm. WordSmith kann daher beispielsweise auch auf einem USB-Stick installiert werden und ist folglich auf jedem beliebigen Rechner einsetzbar.
Derzeit sind die WordSmith Tools-Versionen von 3.0 bis 7.0 erhältlich. Erworben wird die Software mittels Downloads einer selbstextrahierenden Programmdatei vorerst als Demoversion. Diese umfasst sämtliche Funktionen der Vollversion, es werden jedoch nur 25, in den neueren Programmversionen 50 Treffer einer Abfrage ausgegeben. Das Update auf die Vollversion erfolgt durch Eingabe eines Codes, der gegen Bezahlung auf dem Online-Weg von augenblicklich (September 2016) 50 Pfund Sterling plus Mehrwertsteuer für eine Einzelplatzlizenz vergeben wird. Es existieren auch Mehrplatzlizenzen.

## Funktionalität und Einsatzbereiche
Der Kern des Softwarepakets umfasst drei Module:
- Concord dient der Erstellung von Konkordanzen, also von allen Treffern eines Suchbegriffs innerhalb eines zuvor definierten Textkorpus.

- WordList  listet alle Wörter bzw. Wortformen auf, die in dem ausgewählten Korpus enthalten sind und gibt verschiedene statistische Daten zum Textkorpus aus.

- KeyWord erstellt eine Liste von all denjenigen Wörtern bzw. Wortformen, die nach bestimmten statistischen Kriterien in dem Textkorpus signifikant selten oder häufig auftreten.

Jedes der Module stellt eine Reihe von Features zur Verfügung, die bestimmte weitere Merkmale des untersuchten Textkorpus aufzeigen. So werden zum Beispiel Kollokationen zu den gesuchten Wortformen angegeben, also eine Auflistung (ergänzt mit etlichen weiteren Informationen) von denjenigen Wörtern erstellt, die gemeinsam mit dem Suchwort auftreten. Neben diesem Kernangebot existiert eine Reihe von Zusatzmodulen, die für die Erstellung und Aufbereitung des Textkorpus dienlich sind. Einsetzbar ist WordSmith Tools für rund 80 verschiedene Sprachen. Die Software selbst gibt es nur in der englischen Sprachversion.
WordSmith Tools ist – neben einigen anderen Softwareprodukten ähnlicher Art – ein international verbreitetes Programm für das sprachwissenschaftliche Arbeiten basierend auf korpuslinguistischer Methodik. Eingesetzt werden kann diese Art von Software nicht nur im Bereich der Theoretischen Linguistik, sondern auch beispielsweise in der Textlinguistik, Medienlinguistik und Diskursanalyse, aber auch in einigen anderen, der Linguistik benachbarten wissenschaftlichen Disziplinen. Eine solche Software dient dabei beispielsweise zur Beantwortung von Fragen des Gebrauchs von bestimmten Wörtern in bestimmten syntaktischen Gebilden oder dem Ermitteln von Inhalten oder der Bedeutung bestimmter Ausdrücke in bestimmten Texten oder Textsorten. Dadurch können unter anderem auch gewisse Muster in Texten aufgefunden werden.